# أنيتا هافينغتون
أنيتا هافينغتون (بالإنجليزية: Anita Huffington) هي نحّاتة أمريكية، ولدت في 25 ديسمبر 1934 في بالتيمور في الولايات المتحدة.

## وصلات خارجية
- الموقع الرسمي